# Camp d'internement pour réfugiés juifs à Chypre

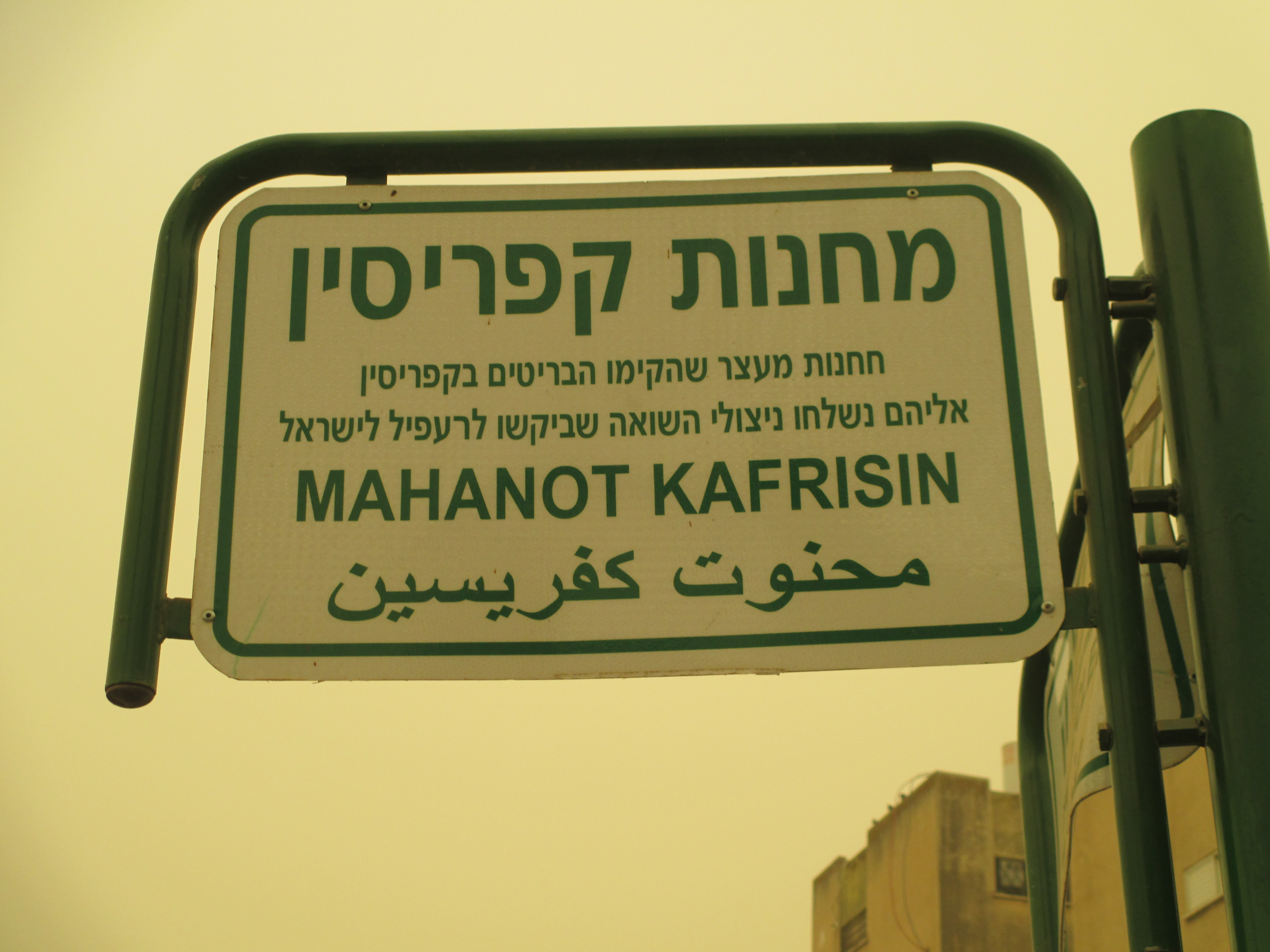
Rue Mahanot Kafrisin (camps d'internement à Chypre) à Lod

Les camps d'internement à Chypre ont été des camps construits et gérés par le gouvernement britannique entre 1946 à 1949, qui dirigeait la Colonie britannique de Chypre depuis 1878. Les Britanniques y internaient des Juifs immigrés (ou tentant d'immigrer) en Palestine mandataire, au sortir de la Seconde Guerre mondiale. 

## Histoire

### Appellations
Les autorités britanniques parlent pour ces camps de Cyprus internment camps, Cyprus détention camps et de Cyprus camps voire de Jewish camps. La transcription des appellations en hébreu est mahanot ma’atzar (camps d'internement) ou mahanot gerush Kafrisin (camps d'exil à Chypre). Les détenus majoritairement yiddishophones parlent de Lagers (camps, sous-entendus de concentration) d'où ils sortaient, même si les conditions y étaient différentes mais toutefois nettement moins bonnes que celles des camps de personnes déplacées, comme celui de Föhrenwald, en Europe occidentale où ils avaient dû auparavant transiter. 

### Motivation
La politique britannique était de limiter l'entrée des Juifs et d'imposer des quotas d'immigration très stricts en Palestine qu'elle administrait, conformément au Livre blanc de MacDonald du 17 mai 1939, soit accepter une immigration légale de 75 000 personnes sur cinq ans puis après 1945 où ce nombre n'était pas encore atteint, d'accorder 1 500 visas par mois jusqu'à atteindre la limite prévue. Parallèlement, le Mossad le-Alyah Bet organise l'émigration illégale des Juifs provenant majoritairement d'Europe sur des navires affrétés et chargés en Europe et dans une moindre mesure en Afrique du Nord, mus par leur volonté de réaliser leur Alya.

### Transport

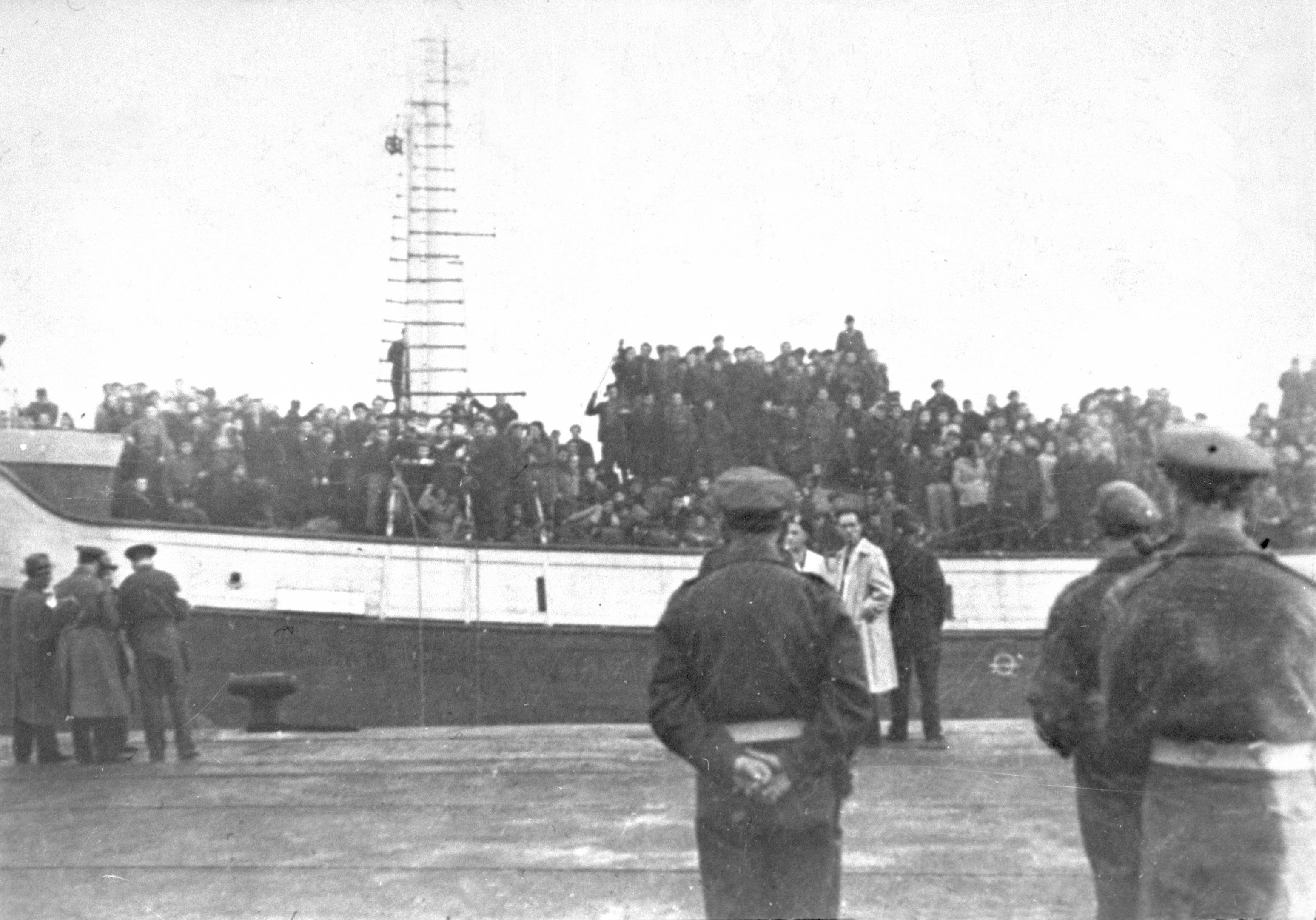
Le navire d'immigrants clandestins Enzo Sereni dans le port de Haïfa avant le débarquement de ses passagers juifs immigrants illégaux, 17 janvier 1946

Ces navires chargés d'immigrants juifs clandestins sont interceptés en mer ou dans leurs eaux territoriales par les destroyers britanniques ou encore à l'approche du port de Haïfa pour être remorqués vers l'île de Chypre, une colonie alors britannique, proche de la Palestine, afin que leurs passagers y soient internés. Parfois, les passagers d'un navire d'immigration illégale intercepté étaient transférés sur un navire britannique les débarquant ensuite à Chypre. 
Il en va ainsi pour le premier d'entre eux, le (he)Henrietta Szold (départ du Pirée le 30 juillet 1946 avec 536 passagers à bord et arrivée le 12 août 1946), parallèlement au (he) Yagur (départ de la Ciotat le 29 juillet 1946 avec 754 passagers à bord transférés à Haïfa sur le Rival Empire et arrivée le 12 août 1946), suivis de nombreux autres comme le cargo Builders and Warriors ayant effectué plusieurs voyages (départ de Savone en janvier 1946, confisqué à Haïfa, renvoyé en Italie, reparti de Bakar sous le nom de Enzo Sereni avec 1 000 passagers à bord, arrêté, confisqué, libéré début 1948 et arrivée avec d'autres passagers le 28 février 1948),,, le (he) Yehuda Halevi (départ des côtes algériennes en mai 1947 avec 399 passagers à bord, arrêté à Palerme et remorqué jusqu'au port de Haïfa pour transférer ses passagers sur le navire britannique Ocean Vigor le 1er juin 1947),,, les (he) Panim du nom de deux navires, le Pan York (dit (he) Kibboutz Galuyot) et le Pan Crescent (dit Hatzmaout soit L'Indépendance) (départ de Burgas en décembre 1947 avec 15 000 passagers à bord, arrivée en juillet 1948),,, ainsi que d'autres embarcations chargées de clandestins juifs systématiquement détournées de leur destination initiale dont certaines connaissent des affrontements armés avec les autorités britanniques. 

### Organisation

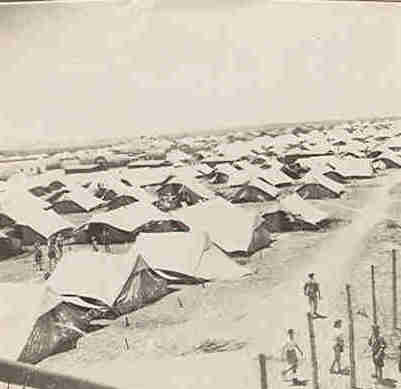
Tentes dans l'un des camps entouré de fils barbelés

Les lieux de détention antérieurs pour les réfugiés de la Shoah ou immigrés juifs illégaux comprenaient le camp de détention d'Atlit en Palestine et un camp à Maurice.
À Chypre, il y avait un total de 12 camps d'internement localisés au sud-est de l'île et répartis sur trois sites, qui ont opéré d'août 1946 jusqu'à janvier 1949 : les camps de Xylotymbou et Dhekelia à Larnaca et de Caraolos (le premier construit) près de Famagouste, tous numérotés,. Ils étaient constitués de tentes (« camps d'été ») accueillant une dizaine de personnes chacune, ou de baraquements en tôle (« camps d'hiver »), et entourés de fils barbelés surveillés par des militaires britanniques armés, sans eau courante ni sanitaires, où régnaient promiscuité et austérité.
Face aux dures conditions de détention et des principales plaintes (mauvais assainissement, surpeuplement, manque d'intimité, manque d'eau potable...), le co-directeur local Morris Laub considère que les prisonniers de guerre allemands logés dans les camps adjacents étaient mieux lotis que les rescapés juifs. 
En tout, 53 510 Juifs ont été détenus dans ces camps, un grand nombre d'entre eux étant des réfugiés survivants de la Shoah ; la majorité était européenne, d'Europe centrale, orientale ou des Balkans et quelques-uns d'Afrique du Nord,. Les prisonniers étaient jeunes, 80 % avaient entre 13 et 35 ans et plus de 6 000 enfants étaient orphelins des deux parents. La grande majorité des internés appartenait à divers mouvements sionistes.
Environ 2 200 enfants sont nés dans le service juif de l'hôpital militaire britannique de Nicosie et sur l'île, et 400 personnes sont mortes durant leur détention puis enterrées dans le cimetière de Margoa,,. La population atteint 38 000 personnes détenues à la fois en décembre 1947.

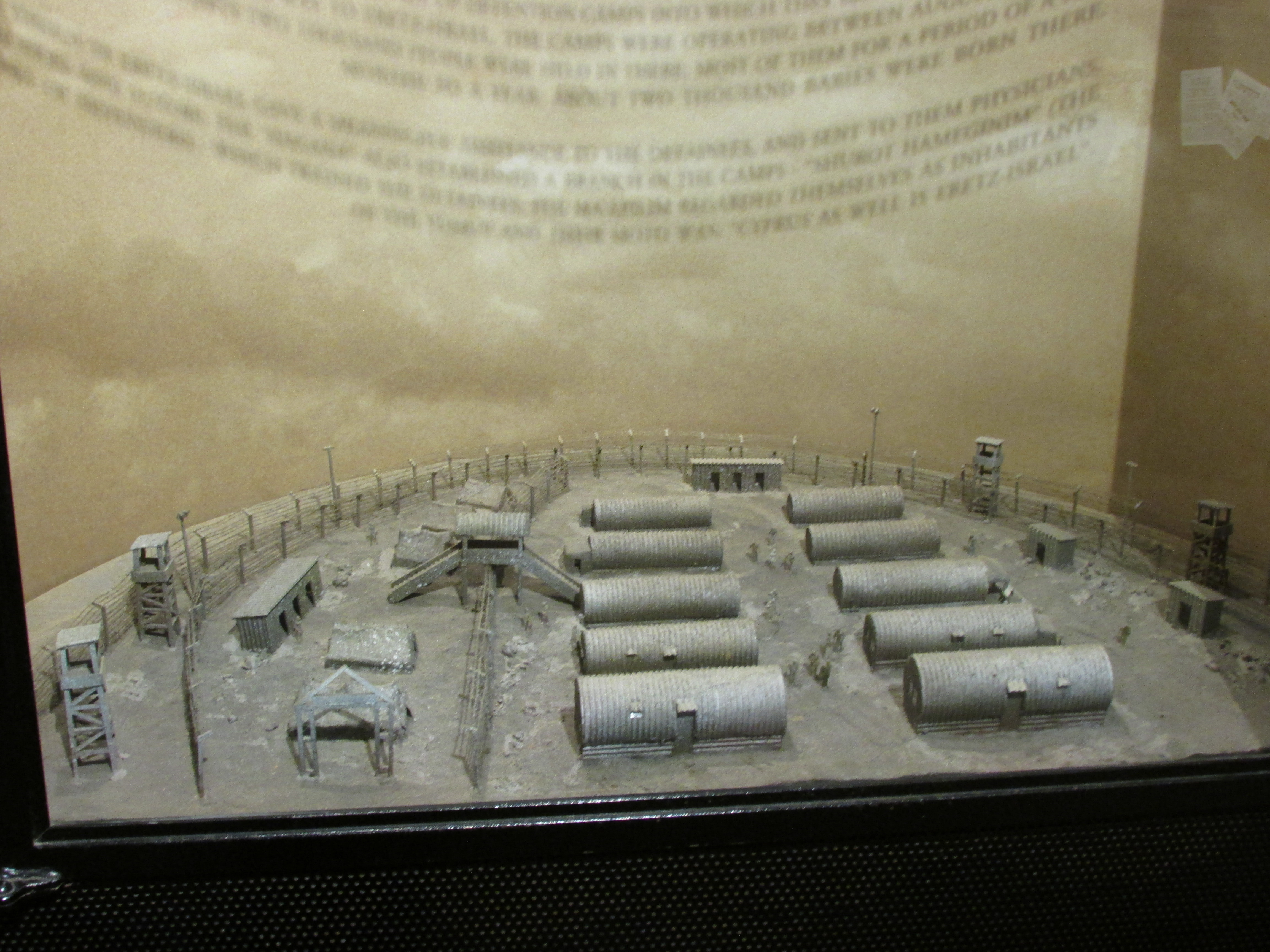
Maquette reconstituant un camp d'internement à Chypre (musée de la Hagganah, Tel Aviv)

Le débat parlementaire britannique du 12 août 1947 permet de savoir que le coût d'entretien des camps de Chypre s'élèvait à 45 000 livres britanniques par mois, dont le prélèvement était discuté pour être affecté soit aux contribuables palestiniens - c'est-à-dire, dans le vocabulaire de l'époque, les Arabes et des Juifs de Palestine - soit aux seuls Palestiniens juifs mais restait à négocier avec le successeur des Britanniques,. Toutefois, les rations alimentaires et le matériel fournis étant très insuffisants pour les besoins des prisonniers, entre août 1946 et août 1948, les dépenses de l'association humanitaire juive The Joint s'élèvent pour sa part à 1 555 000 dollars américains pour la fourniture de rations alimentaires (712 tonnes), de vêtements (38 tonnes), d'aide socio-médicale, d'assistance religieuse, d'éducation et de formation professionnelle (39 tonnes). Des couvertures, des vêtements et des chaussures sont offerts pour l'hiver par les habitants de Tel Aviv, à l'appel d'une autre association. Pour autant, les Britanniques n'autorisent pas le Joint à fournir autant d'aide qu'il le désire, en partie par crainte que des outils servent à couper les barbelés pour la fuite des détenus, et l'Agence juive qui envoie notamment des enseignants et des travailleurs sociaux auprès des prisonniers limite elle-même son aide directe aux détenus au motif de ne pas vouloir accorder de légitimité à ces camps,,.

Pour pallier le temps long et l'oisiveté, l'association The Joint organise des activités pour les détenus : formation scolaire, professionnelle, menuiserie, couture, cours d'hébreu... Des émissaires du Yishouv (communauté juive palestinienne avant 1948) tiennent des postes d'enseignants et de formateurs militaires pour les volontaires de la Haganah. Tardivement, des organisations caritatives (où participe notamment l'artiste Naftali Bezem diplômé de l'école des Beaux-arts de Bezalel) sont autorisées à développer l'expression artistique reflétant la vie des camps par les détenus afin qu'ils gardent un souvenir authentique et transcendé de leur détention ; ces œuvres marquent une différence avec les photographies conservées du même lieu. La fondation Rutenberg met en place un séminaire à partir de juillet 1947 pour l'écriture de chansons en yiddish puis traduites en hébreu, et en 1948, édite une publication hebdomadaire en hébreu intitulée Au Bord. Sont même montés un chœur et un orchestre. Toutefois, des études ultérieures montreront que les Juifs issus de ces camps chypriotes, passés précédemment par ceux de personnes déplacées en Europe et auparavant encore par ceux de concentration en Pologne, arriveront en terre d'Israël avec un niveau d'éducation plus bas que celui d'autres groupes d'émigrés considérés.

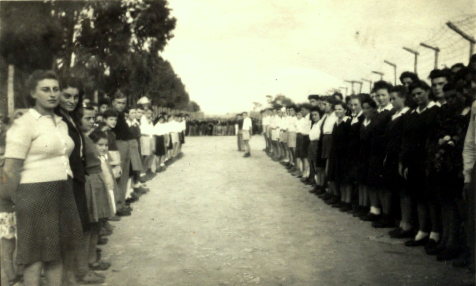
Prisonniers juifs à Chypre attendant l'arrivée de Golda Meir, novembre 1947.

L'attente et les espoirs déçus provoquent des différends qui sont réglés publiquement dans un tribunal constitué de juge, jurés élus, procureur, greffier... Des affrontements ont lieu avec les autorités britanniques, certaines sanglantes pour ceux les détenus qui essayaient de s'enfuir, certains par des tunnels creusés où quelques dizaines d'entre eux sont parvenus à leurs fins,, ; plusieurs grèves de la faim sont décrétées.
En novembre 1947, Golda Meir, alors directrice du département politique de l'Agence juive, visite les camps de Chypre et obtient l'évacuation vers la Palestine de plus de 1 500 Juifs dont 600 nouveau-nés transportés dans des bassines en étain,. 

### Évacuation
Quand le 14 février 1947, la Grande-Bretagne informe les Nations unies qu'elle n'administrerait plus le mandat pour la Palestine, quelque 28 000 Juifs sont encore internés dans les camps de Chypre.
Après la déclaration d'indépendance de l'État d'Israël en mai 1948, il y a encore 24 000 immigrants illégaux dans les camps d'internement chypriotes, qui pensent être libérés rapidement mais devant le refus des autorités britanniques d'affréter des bateaux sous leur pavillon pour les conduire en Terre promise, l'Agence juive prépare elle-même l'organisation des transports pour l'absorption des immigrants. 
Deux semaines plus tard, l'immigration n'ayant toujours pas commencé, les détenus chypriotes font appel à l'ONU pour faire pression pour leur libération. Le 7 juin a eu lieu une grève de la faim. Enfin, l'émigration en provenance de Chypre commence début juillet 1948 avec deux grands navires Hatzmaout et Kibboutz Galuyot qui transportent plus de 4 100 immigrants de ses camps. Cependant, afin de ne pas aider Israël dans la Guerre d'indépendance, les Britanniques interdisent encore l'immigration des hommes en âge de conscription, soit ceux âgés de 18 à 45 ans. Entre les autorités britanniques et les détenus, une lutte s'engage sur la permission de libérer les pères de 170 bébés avec leurs enfants. Environ 11 000 internés, principalement des hommes en âge de devenir militaires en terre d'Israël, emprisonnés pendant la majeure partie de la guerre, demeurent encore dans les camps en août 1948. En janvier 1949, un nombre indéterminé de Juifs qui avaient précédemment pu fuir les camps et étaient restés en liberté à Chypre, se sont rendus pour pouvoir être envoyés en Israël.
Malgré le refus initial et les atermoiements des Britanniques, l'alyah est finalement approuvée et les camps sont définitivement évacués le 11 février 1949,.

### Témoignages
En avril 1947, le journaliste français François-Jean Armorin embarque sur le Théodore Herzl sous une fausse identité afin de faire un reportage sur les événements de Palestine pour le journal de la Résistance Le Franc-tireur mais son paquebot est arraisonné à Haïfa et le Français est transféré au camp de Xylotymbou à Chypre où il demeure six semaines. Ses reportages sont réunis dans un livre intitulé Des Juifs quittent l’Europe, lequel obtient en juin 1947 le prix Claude Blanchard - Grand prix du reportage. Il est réédité en 2011 sous le titre Terre promise, Terre interdite,.
Depuis 2000, la série de livres Promise of Zion de Robert Elmer a pour toile de fond les camps de Chypre ; leurs conditions de vie y sont décrites en détail.
La journaliste américaine Ruth Gruber publie en 2004 des photographies de la vie quotidienne des camps de Xylotympou et de Caraolos à Chypre dans son livre de témoignage intitulé Inside of Time: My Journey from Alaska to Israel.

## Commémoration
À plusieurs endroits de Chypre, des sites commémorent la détention des Juifs dans ces camps. À l'entrée du port de Larnaca, une plaque est érigée au nom du peuple juif, en signe de sa gratitude « aux nombreux amis chypriotes qui ont encouragé et aidé les 52 384 réfugiés juifs qui étaient détenus dans des camps installés par les Britanniques sur l'île ». Dans un esprit similaire, une plaque du souvenir est placée dans le village de Xylotymbou. 
En février 2019, le président israélien Reuven Rivlin se rend à Chypre pour marquer les 70 ans de la fermeture de ces camps d'internement britanniques pour des juifs qui fuyaient vers la terre d'Israël, après la Shoah. Il y visite notamment le monument érigé à Nicosie en souvenir des enfants juifs nés sur l'île entre 1946 et 1949 durant la détention de leurs parents,.

## Galerie

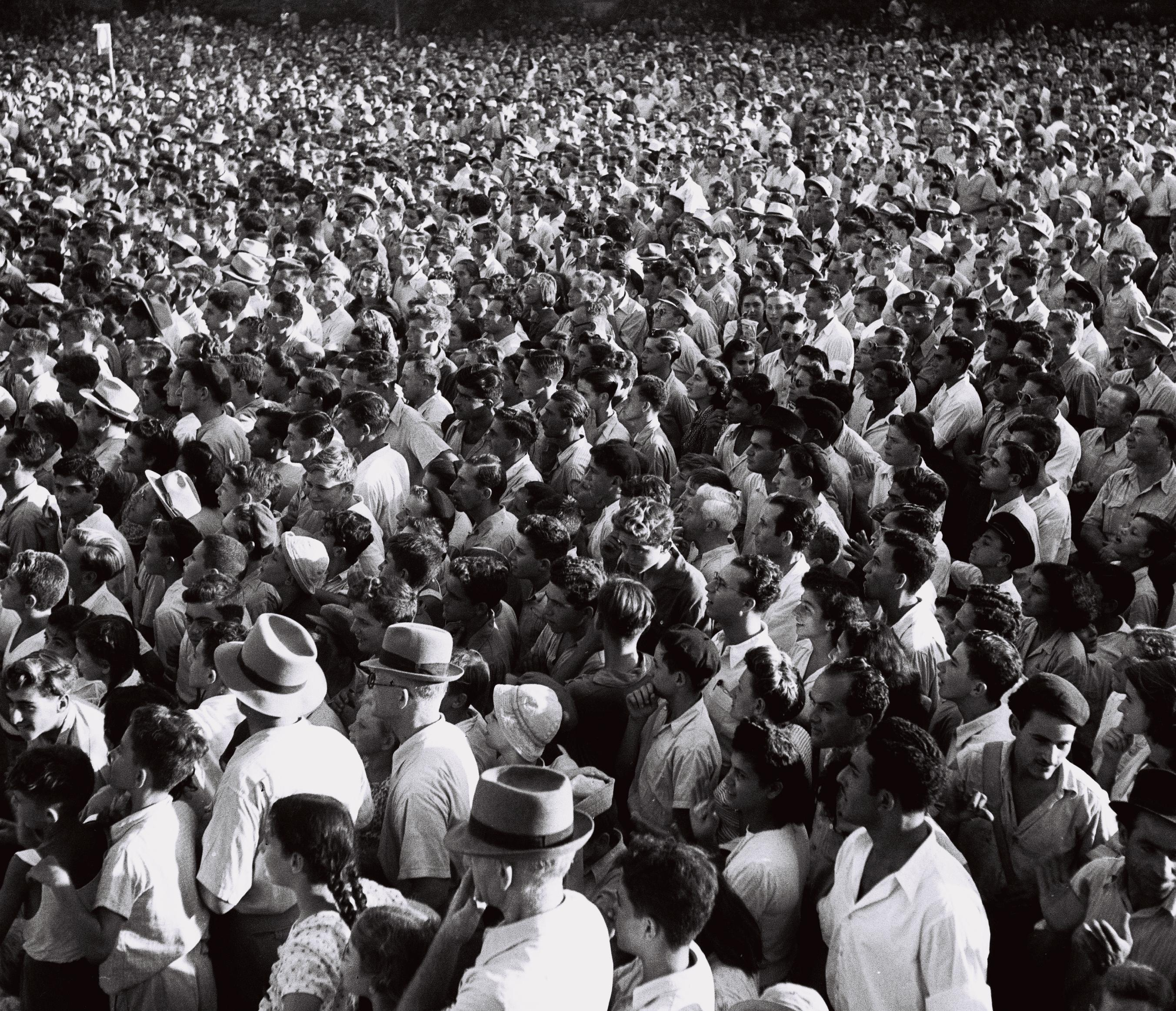
Rassemblement contre l'expulsion des immigrés Juifs à Chypre devant le théâtre Habima à Tel-Aviv en août 1946
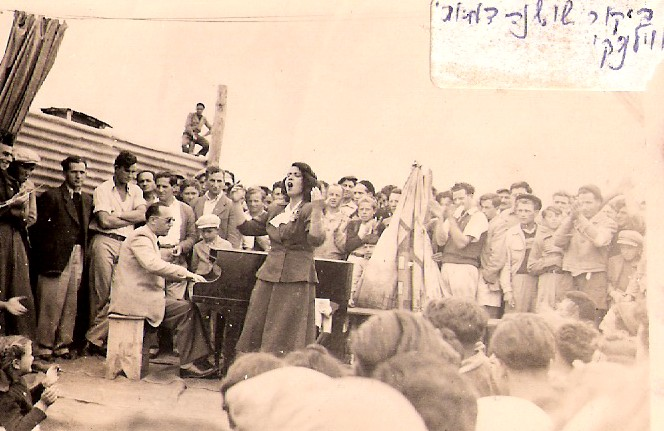
Le compositeur Moshe Wilensky (en) et Shoshana Damari en représentation dans l'un des camps à Chypre.
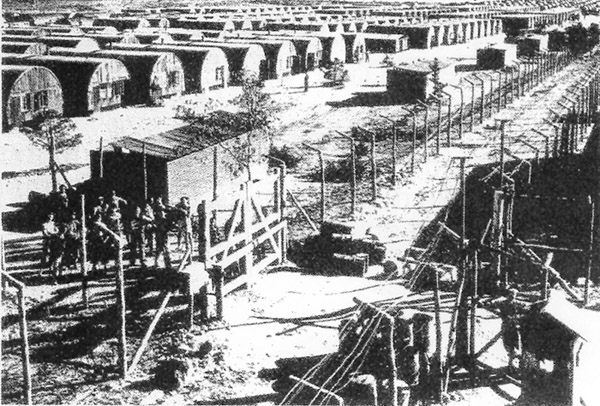
Un des camp en hiver.
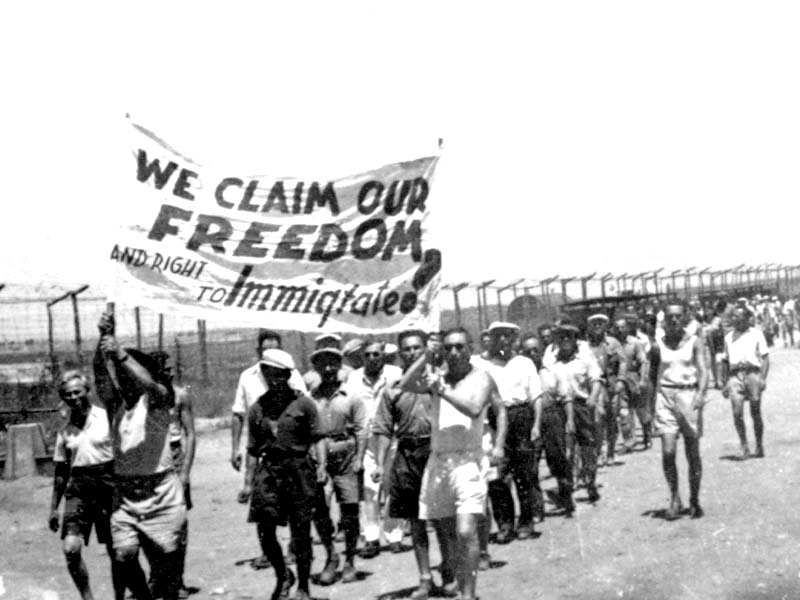
Manifestation contre les Britanniques pour la libération du camp.